# Úroveň technologické připravenosti

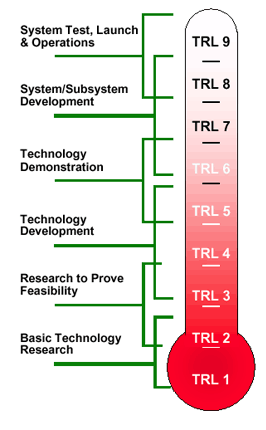
Úrovně technologické připravenosti (TRL) podle NASA

Úroveň technologické připravenosti, příp. úroveň připravenosti technologie (anglicky Technology readiness level, TRL) je metodika pro hodnocení zralosti technologie během fáze osvojování programu, kterou vyvinula NASA v 70. letech 20. století. Použití úrovní TRL umožňuje konzistentní, rovnoměrné stanovení technické vyspělosti různých typů technologií. Úroveň technologické připravenosti technologií se stanovuje při hodnocení připravenosti technologie (anglicky Technology Readiness Assessment, TRA), při němž se kontrolují programové koncepty, technologické požadavky a demonstrované funkcionality technologie. V TRL se používá stupnice od 1 do 9, kde 9 je nejvyspělejší technologie. Tuto stupnici začalo používat Ministerstvo obrany Spojených států amerických (DoD) při obstarávání dodávek krátce po roce 2000. Okolo roku 2008 tuto stupnici začala používat také Evropská kosmická agentura.
Evropská komise doporučila, aby se pro výzkumné a inovační projekty financované EU začala tato stupnice používat v roce 2010. Úrovně TRL byly následně použity v roce 2014 v programu EU Horizon 2020. V roce 2013 byla stupnice TRL normalizována normou ISO 16290:2013.

## Historie
Úrovně technologické připravenosti byly původně formulovány v NASA v roce 1974 a formálně definovány v roce 1989. Původní definice používala sedm úrovní, ale v 90. letech 20. století NASA přijala současnou devítistupňovou stupnici, která se následně dočkala širokého přijetí.
Původní definice Úrovní technologické připravenosti NASA (1989):
Úroveň 1 – Pozorování a popsání základních principů
Úroveň 2 – Uznán potenciál aplikace
Úroveň 3 – Analyticky nebo experimentálně demonstrováno ověření použitelnosti myšlenky
Úroveň 4 – Komponenta nebo zkušební konstrukce validována v laboratoři
Úroveň 5 – Komponenta nebo zkušební konstrukce uznána v simulovaném nebo reálném prostředí
Úroveň 6 – Přiměřenost systému prokázána v simulovaném prostředí
Úroveň 7 – Přiměřenost systému prokázána v kosmu
Metodologii TRL vytvořil Stan Sadin v NASA Headquarters v roce 1974. Ray Chase, který byl v té době zástupcem JPL Propulsion Division v konstrukčním týmu Jupiter Orbiter, použil na návrh Stana Sadina tuto metodologii pro posouzení technologické připravenosti navrhovaného designu kosmické lodi JPL Jupiter Orbiter.[zdroj?] Chase později strávil rok v NASA Headquarters a pomáhal Sadinovi metodologii TRL institucionalizovat. Chase v roce 1978 nastoupil do ANSER, kde používal metodologii TRL na vyhodnocování technologické připravenosti vývojových programů navržených Air Force. Během 80. a 90. let 20. století publikoval Chase několik článků o opakovaně použitelných nosných raketách, které využívaly metodologii TRL. Články dokumentovaly rozšířenou verzi metodologie zahrnující také nástroje pro design, testovací vybavení a připravenost výroby v programu Air Force s názvem Have Not.[zdroj?] Vedoucí programu Have Not Greg Jenkins publikoval s Rayem Chasem rozšířenou verzi metodologie TRL, která zahrnovala design a výrobu.[zdroj?] Leon McKinney a Ray Chase tuto rozšířenou verzi použili pro posouzení technologické připravenosti konceptu vysoce opakovaně použitelného prostředku kosmické dopravy (anglicky) vyvíjeného týmem ANSER. Skupina ANSER také vytvořila upravenou verzi metodologie TRL pro navrhované programy Homeland Security Agency.
Letectvo Spojených států amerických začalo používat metodologii TRL v 90. letech 20. století.[zdroj?]
V roce 1995 napsal John C. Mankins z NASA článek, který diskutuje používání metodologie TRL v NASA, rozšířil stupnici a navrhl rozšířené popisy pro každou úroveň TRL. General Accounting Office (GAO) Spojených států sestavila v roce 1999 vlivnou zprávu, která prověřovala rozdíly v přenosu technologií mezi DoD a soukromým průmyslem. Došla k závěru, že DoD v porovnání se soukromými firmami bere větší rizika a snaží se o přechod na nové technologie, které mají menší stupeň vyspělosti. Závěrem je, že používání nezralé technologie zvyšuje celkové riziko programu. GAO doporučila, aby DoD více využívalo metodologii TRL jako prostředku pro hodnocení technologické vyspělosti před přenosem. V roce 2001 vydal náměstek ministra obrany pro vědu a technologie memorandum, které schvalovalo používání stupnice TRL v nových velkých programech. Směrnice pro hodnocení vyspělosti technologií byly zahrnuty do Defense Acquisition Guidebook. V roce 2003 DoD publikovalo podrobný postup pro používání TRL v DOD Technology Readiness Assessment Deskbook.
Skupina inženýrů NASA (Jan Connolly, Kathy Daues, Robert Howard a Larry Toups) vytvořená pro řešení požadavků obyvatelnosti a aspektů designu v korelaci s již zavedenými a široce používanými standardy různých agentur včetně NASA vytvořila na základě TRL Úrovně připravenosti bydlení (anglicky Habitation Readiness Levels, HRL).

### Evropská unie
Evropská vesmírná agentura převzala hodnocení metodologií TRL kolem roku 2005. Její příručka používá definice úrovní TRL, které jsou velmi blízké definici NASA. Univerzální použití metodologie TRL ve strategii EU bylo navrženo ve výsledné zprávě první expertní skupiny o klíčových umožňujících technologiích (High Level Expert Group on Key Enabling Technologies), a bylo skutečně implementováno v následujícím rámcovém programu EU nazývaném H2020, který probíhal v letech 2013 až 2020 nejen pro kosmické a zbraňové programy, ale pro všechny programy od nanotechnologií po informatiku a komunikační technologie.
Vyčerpávající popis a diskuzi metodologie TRL publikovala European Association of Research and Technology Organisations (EARTO). V časopise The Innovation Journal byla publikována rozsáhlá kritika přijetí stupnice TRL Evropskou unií. V hodnocení se uvádí, že „se vzdalováním stupnice TRL od původního kontextu (kosmické programy) se její konkrétnost a sofistikovanost postupně snižovala“.

## Aktuální definice TRL

### Aktuální použití v NASA
Aktuální devítistupňová stupnice používaná v NASA je:
TRL 1 – Pozorovány a popsány základní principy
TRL 2 – Formulován technologický koncept nebo aplikace
TRL 3 – Analytické a experimentální ověření použitelnosti myšlenek kritických funkcí nebo charakteristik
TRL 4 – Validace komponent nebo zkušební konstrukce v laboratorním prostředí
TRL 5 – Validace komponent nebo zkušební konstrukce v relevantní prostředí
TRL 6 – Ukázka modelu nebo prototypu systému nebo subsystému v relevantní prostředí (pozemní nebo kosmické)
TRL 7 – Ukázka systémového prototypu v kosmickém prostředí
TRL 8 – Skutečný systém dokončený a „letově kvalifikovaný“ testem a ukázkou (pozemní nebo kosmickou)
TRL 9 – Skutečný systém „letově prověřený“ úspěšným provozním nasazením

### Evropská unie
V Evropské unii jsou jednotlivé úrovně TRL definovány takto:
TRL 1 – Pozorovány základní principy
TRL 2 – Formulován technologický koncept
TRL 3 – Experimentální ověření použitelnosti myšlenky
TRL 4 – Technologie ověřena v laboratoři
TRL 5 – Technologie ověřena v relevantním prostředí (v případě klíčových umožňujících technologií ověřena v průmyslově relevantním prostředí)
TRL 6 – Technologie demonstrována v relevantním prostředí (v případě klíčových umožňujících technologií demonstrována v průmyslově relevantním prostředí)
TRL 7 – Ukázka prototypu systému v provozním prostředí
TRL 8 – Systém je hotový a kvalifikovaný
TRL 9 – Skutečný systém prověřený v provozním prostředí (konkurenceschopná výroba v případě klíčových umožňujících technologií; nebo v kosmu)
Je zřejmé, že z TRL 4 a TRL 5 vypadla informace, že na rozdíl od TRL 6 jde o komponenty.

## Nástroje hodnocení
Letectvo Spojených států amerických vyvinulo Kalkulátor TRL. Tento nástroj je tvořen standardní sadou otázek implementovaných v Microsoft Excelu, a produkuje grafické zobrazení dosažené TRL. Nástroj je navržen tak, aby poskytl snímek technologické vyspělosti v daném okamžiku.
Armáda Spojených států amerických vyvinula nástroj DAU Decision Point (DP) původně pojmenovaný Technologie Program Management Model, který později převzala Defense Acquisition University (DAU). Model DP/TPMM využívá milníky založená na úrovních TRL a s vysokou věrností poskytuje flexibilní nástroj pro management, který napomáhá technologickým managerům při plánování, řízení a hodnocení jejich technologií pro jejich úspěšný přenos. Model poskytuje základní sadu činností zahrnující úkoly systémového inženýrství a správy programů, které jsou přizpůsobené technologickému vývoji a cílům managementu. Tento přístup je komplexní, ale sjednocuje složité činnosti, které jsou relevantní pro vývoj a přenos určitého technologického programu do jednoho integrovaného modelu.

## Použití
Primárním účelem metodologie TRL je pomoc managementu při rozhodování o vývoji a přenosu technologií. Stupnice TRL by měla být považována za jeden z nástrojů potřebných pro řízení postupu výzkumných a vývojových činností v organizaci.
K výhodám TRL patří:
- Poskytuje jednotné pojetí stavů technologie
- Řízení rizik
- Slouží pro rozhodování o financování technologie
- Slouží pro rozhodování o přenosu technologie

K nevýhodám TRL, které omezují jeho užitečnost, patří:
- Připravenost nemusí nutně odpovídat vhodnosti nebo vyspělosti technologie
- Vyspělý produkt může mít větší nebo menší stupeň připravenosti pro použití v určitém systémovém kontextu než produkt s nižší vyspělostí
- Je třeba vzít v úvahu mnoho faktorů, včetně relevance provozního prostředí výrobků pro příslušný systém, i případný architektonický nesoulad mezi produktem a systémem

Aktuální modely TRL mají sklon k podceňování nebo ignorování negativních faktorů a zastaralosti technologií. Existují návrhy začleňující i tyto faktory do hodnocení.
Pro komplexní technologie, které zahrnují různé vývojové fáze, bylo vyvinuto podrobnější schéma nazývané Technology Readiness Pathway Matrix, které přechází od základních jednotek k aplikaci ve společnosti. Tento nástroj se snaží ukázat, že metodologie TRL není lineární proces, ale že jde o složitější postup aplikacemi technologie ve společnosti.